# روبرت ژاک (بازیکن فوتبال، زاده ۱۹۵۷)
روبرت ژاک (انگلیسی: Robert Jacques؛ زادهٔ ۱۶ فوریهٔ ۱۹۵۷) بازیکن فوتبال اهل فرانسه است.
از باشگاه‌هایی که در آن بازی کرده‌است می‌توان به باشگاه فوتبال سن-اتین، باشگاه فوتبال پاری سن ژرمن، باشگاه فوتبال والنسین، و باشگاه فوتبال نانسی اشاره کرد.